# Thubten Zopa

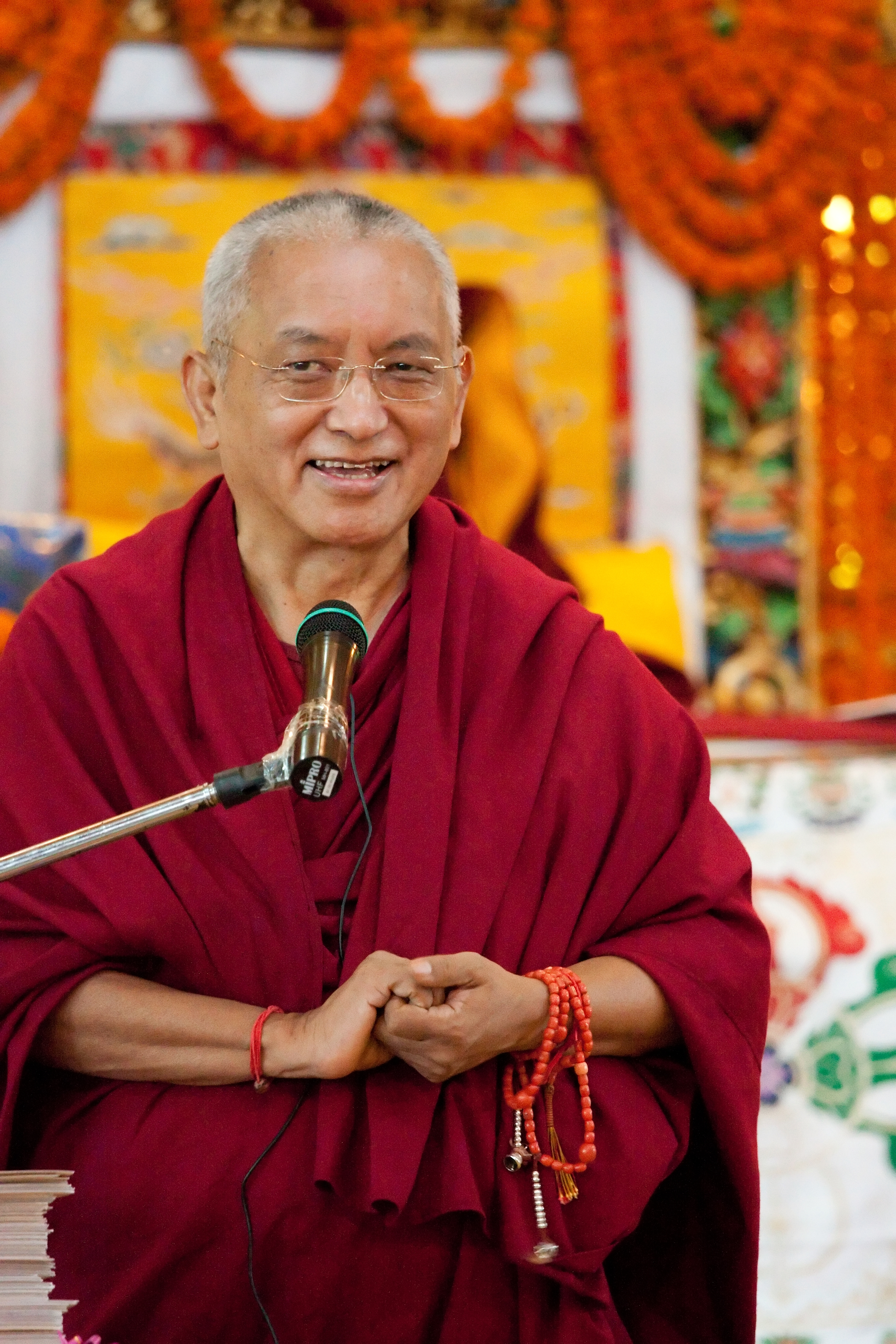
Thubten Zopa Rinpoche, 2008

Thubten Zopa Rinpoche (tibetisch ཐུབ་བསྟན་བཟོད་པ་; * Dezember 1946 in Thame, Nepal als Dawa Chötar; † 13. April 2023 in Kathmandu) war ein nepalesischer Lama des tibetischen Buddhismus aus Solukhumbu, der Region südwestlich des Mount Everest.

## Leben

### Kindheit und Jugend
Im Alter von drei Jahren wurde in ihm die Reinkarnation des Lawudo Lama erkannt. Der junge Lama Zopa begann zunächst seine Studien in Solukhumbu auf traditionell tibetische Art.

### Tibet (1950–1959)
Während einer Pilgerreise nach Tibet, auf die er seinen Onkel begleitete, fasste Zopa den Entschluss, sein Leben dem Studium und der Praxis des Dharma zu widmen. Er blieb im Kloster Dungkar und musste 1959 fliehen, als die Chinesen in Tibet eindrangen. In einem Flüchtlingslager in Buxa Duar, Bhutan, wurde er Schüler von Geshe Rabten.

### Gründung der Foundation for the Preservation of the Mahayana Tradition (FPMT)
1965 traf Lama Zopa auf Lama Thubten Yeshe. Gemeinsam reisten sie nach Nepal und lebten in Bodnath, einem Vorort von Kathmandu, wo sie das Kloster Kopan gründeten. Lama Zopa Rinpoche begann 1971 mit seinen Unterweisungen und gab seinen ersten Meditationskurs im Kloster Kopan. Die beiden Lamas wurden von westlichen Schülern eingeladen, Unterricht in aller Welt zu geben, so dass sich das FPMT-Netzwerk global ausbreitete. Im Lauf der Zeit entstanden so über 150 Zentren der Foundation for the Preservation of the Mahayana Tradition.
Lama Zopa Rinpoche war der spirituelle Leiter dieser Zentren und gab weltweit Unterweisungen.

### Tod
Er starb am 13. April 2023 im Alter von 76 Jahren in Kathmandu.

## Schriften in deutscher Sprache
- Sinn der Meditation (mit Thubten Yeshe). Übersetzung Jena Bruer. Reinberg: Zero 1982.
- Probleme umwandeln: Wie Du glücklich sein kannst, wenn Du es nicht bist; eine Unterweisung auf der Grundlage des Textes von Dodrupchen Rinpoche, Jigme Tenpei Nyima, Wie man Glück und Leid in den Pfad zur Erleuchtung umwandelt. Hrsg. von Alisa Cameron und Robina Courtin, Übersetzung Gabriele Hildebrandt und Claudia Wellnitz. Arnstorf: Diamant 1993.
- Herzensrat eines tibetischen Meisters: Erste Schritte zum wahren Glück. Hrsg. von Alisa Cameron und Robina Courtin, Übersetzung Claudia Wellnitz. Arnstorf: Diamant 1994.
- Heilung: Tibetische Lehren und Übungen (mit Thubten Yeshe u. a.) Hrsg. von Claudia Wellnitz. München: Diamant 1996
- Mitgefühl: Heilkraft für Geist und Körper. Übersetzung Bernhard Kleinschmidt. München: Diamant 2001.
- Lieber Lama Zopa: Radikale Lösungen für alltägliche Probleme. Hrsg. von Robina Courtin mit Diana Finnegan und Michelle Bernard, Übersetzung Elisabeth Pitzenbauer. München: Diamant 2008.
- Glück empfangen und schenken. Hrsg. von Josh Bartok und Alisa Cameron. Übersetzung Jochen Lehner. München: Lotos 2009.
- Heilsame Furcht: Wie wir unsere Angst vor dem Sterben umwandeln können (mit Kathleen McDonald). Übersetzung Christel Drescher. München: Diamant 2010.
- Buddhismus für Anfänger: Eine Einführung in die Philosophie und Praxis (mit Thubten Yeshe). Übersetzung Jochen Lehner. Berlin/München: Scorpio 2014.